# Liszt Ferenc-mellszobor (Szombathely)

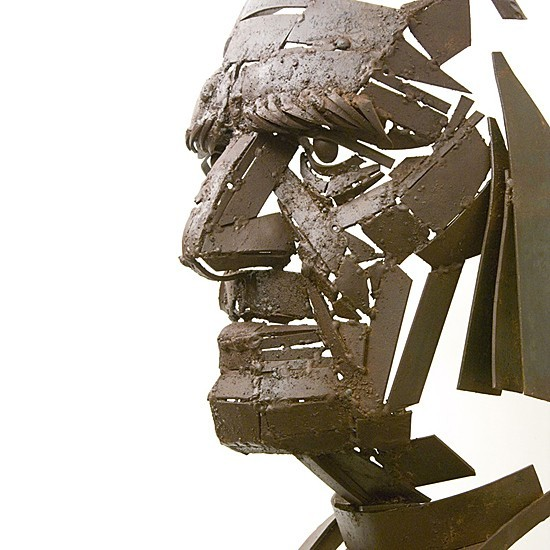
Liszt Ferenc-mellszobor (részlet), Szombathely Savaria Egyetemi Központ Liszt Ferenc koncertterem ifj. Szlávics László alkotása

A Liszt Ferenc-mellszobor ifjabb Szlávics László alkotása.
A Nyugat-magyarországi Egyetem Savaria Egyetemi Központ Zenei Tanszékének Liszt Ferenc nevét viselő koncerttermében helyezték el 2012. december 11-én. A 160 cm magas vasszobor 2011-ben készült, melyet az alkotó adományozott az intézménynek.

## Díja
- 2011 VIII. Ötvösművészeti Biennále, Budapest, II. Kerület Önkormányzatának díja